# Stor-En
Stor-En är en sjö i Hagfors kommun i Värmland och ingår i Göta älvs huvudavrinningsområde. Sjön är 34 meter djup, har en yta på 1,78 kvadratkilometer och befinner sig 263,1 meter över havet. Sjön avvattnas av vattendraget Enån. Vid provfiske har abborre, gers, gädda och siklöja fångats i sjön.

## Delavrinningsområde
Stor-En ingår i det delavrinningsområde (664617-136689) som SMHI kallar för Utloppet av Stor-En. Medelhöjden är 294 meter över havet och ytan är 16,34 kvadratkilometer. Det finns inga avrinningsområden uppströms utan avrinningsområdet är högsta punkten. Enån som avvattnar avrinningsområdet har biflödesordning 2, vilket innebär att vattnet flödar genom totalt 2 vattendrag innan det når havet efter 325 kilometer. Avrinningsområdet består mestadels av skog (79 procent). Avrinningsområdet har 2,23 kvadratkilometer vattenytor vilket ger det en sjöprocent på 13,6 procent.